# Ретинське
Ретинське (рос. Ретинское) — населений пункт у Кольському районі Мурманської області Російської Федерації.
Населення становить 0 осіб. Належить до муніципального утворення Междуреченське сільське поселення .

## Населення
| 2002 | 2010 |
| ---- | ---- |
| 36   | ↘0   |